# تیرانا سال صفر
تیرانا سال صفر (انگلیسی: Tirana Year Zero) یک فیلم ساخت کشور آلبانی به کارگردانی فاتمیر کوچی در سال ۲۰۰۲ است.

## داستان
این فیلم داستان یک زوج جوان را در پسا کمونیستی آلبانی روایت می‌کند زمانی که بسیاری از آلبانیایی‌ها کشورشان را در جستجوی یک زندگی بهتر در خارج ترک کرده‌اند.